# Rue Villon
La rue Villon est une longue rue des quartiers de Monplaisir dans le 3e arrondissement et des États-Unis dans le 8e arrondissement de Lyon, en France. 

## Situation
La rue Villon débute rue du Professeur-Paul-Sisley et s'achève sur la rue Pierre-Delore en traversant par le cours Albert-Thomas, l'avenue des Frères-Lumière, la rue Marius-Berliet, l'avenue Berthelot et le boulevard des États-Unis.
Elle est desservie par le tramway T2 à l'arrêt Villon, par le tramway T4 à l'arrêt Lycée Lumière et par le métro D à la station Sans Souci.

## Origine du nom
La rue rend hommage au poète français de la fin du Moyen Âge François Villon (1431-après 1463). 

## Historique
La rue apparait sur le plan de Monplaisir, lotissement du domaine du château des Tournelles, dressé en 1828. Elle relie alors la rue Saint-Maximin à la route d'Heyrieux (actuelle rue Marius-Berliet) en passant par la grande rue (actuelle avenue des Frères-Lumière),.
La rue Villon est prolongée jusqu'à la rue du Professeur-Paul-Sisley entre 1949 et 1966.

## Édifices remarquables
Au no 45, est situé l'ancienne clinique Lumière. Cet institut médicalisé est créé en 1936 par Auguste Lumière sur des plans de l'architecte Paul Bellemain. Les Hospices Civils de Lyon y ont leur direction des affaires techniques, économiques et domaniales. 
Au niveau du croisement entre la rue et le boulevard des États-Unis, l'on peut aisément remarquer la présence de deux murs d'immeubles peints, formant de grandes fresques de couleurs vives. La rue Villon est une rue de longueur moyenne avec ses 1680 mètres.